# Сьома печатка (фільм)

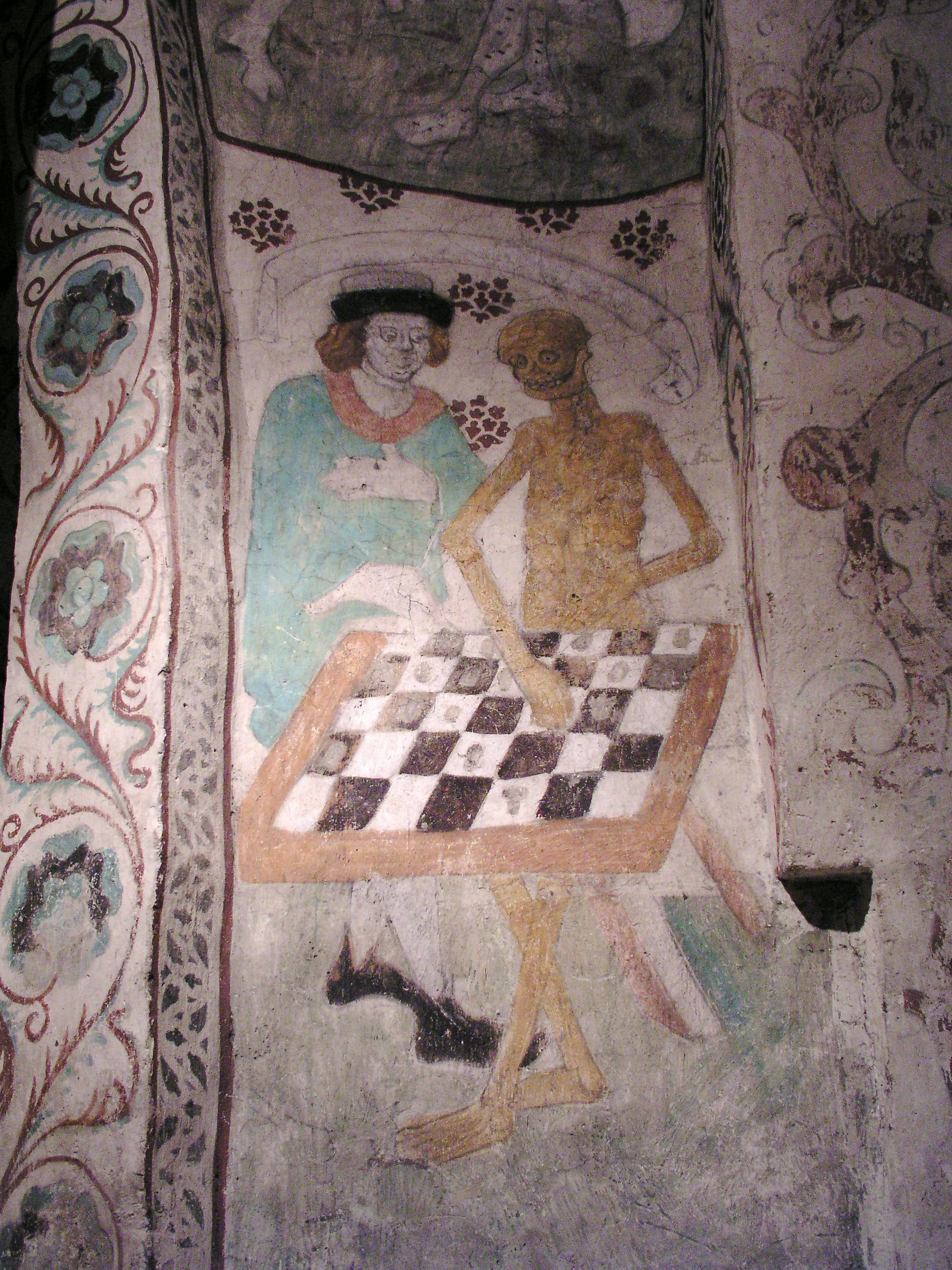
Картина Альберта Піктора, що надихнула створення фільму «Сьома печатка»

«Сьома печатка» (швед. Det Sjunde Inseglet) — фільм 1957 року шведського режисера Інгмара Бергмана у формі філософської притчі. На 1 березня 2024 року фільм займав 212-ту позицію у списку 250 кращих фільмів за версією IMDb.
Український переклад зробила студія Цікава ідея на замовлення Гуртом..

## Історія створення
В основу сценарію фільму покладено одноактну п'єсу Trämålning («Розпис по дереву»), її написав Інгмар Бергман для першого випуску театральної школи в м. Мальме, де він викладав. Ця п'єса-вправа складалася з монологів, а кількість ролей відповідала числу студентів-випускників.

## Сюжет
Дія фільму відбувається в XIV столітті. Лицар Антоніус Блок (Макс фон Сюдов) і його зброєносець Йонс (Гуннар Бьорнстранд) повертаються на батьківщину з хрестового походу після десяти років відсутності. На безлюдному березі головному героєві являється Смерть в образі чоловіка в чорному (Бенгт Екерут).
Лицар пропонує Смерті зіграти з ним партію в шахи. У разі виграшу Смерті вона повинна забрати лицаря, а в разі поразки — залишити. Після пробудження зброєносця Йонса вони переривають партію. Лицар і зброєносець продовжують свій шлях углиб країни. До своєї партії лицар зі Смертю повертаються протягом фільму.
Антоніус заходить сповідатися і розповідає священникові-сповідникові свій план, який допоможе виграти йому в шаховій партії зі Смертю. Однак він надто пізно помічає, що його сповідником була сама Смерть.
У міру просування країною герої зустрічають вимерлі через епідемію чуми села. Йонс рятує дівчину від ґвалтівника і забирає її з собою. Він знайомий з ґвалтівником — оскільки той був семінаристом, котрий намовив його господаря вирушити в хрестовий похід. Йонс залишає його живим і попереджає, щоб той не попадався йому більше на очі. У місті він зустрічає сім'ю мандрівних артистів, що вирушили до столиці на свято. Лицар попереджає, що в столиці лютує чума, і пропонує перечекати епідемію в його замку. До них приєднується коваль, у якого відібрав дружину друг Актора.
По дорозі лицар і чоловік зустрічають дівчину, яку повинні спалити як відьму. Антоніус Блок розмовляє з нею. Він мучиться питаннями буття і розмова обертається навколо метафізичних тем. Він хоче знати, чи існує Сатана, адже тоді існує і Бог, а отже, все суще не марне. Але Антоніус бачить в її очах лише порожнечу і нічого більше. Під час спалення вірний зброєносець Йонс питає, хто прийме її — Бог, Диявол чи порожнеча? Лицар відмовляється вірити у будь-що.
Шахова партія добігає кінця і Смерть виграє її, попереджаючи, що при наступній зустрічі забере Блока і його супутників. Під час партії Блок відволікає Смерть, дозволяючи Акторові і його родині врятуватися. У цьому і набуває сенс все життя Блока, у порятунку молодого життя. Антоніус Блок з супутниками добирається до свого замку, де його зустрічає дружина Карін. Вранці, за читанням Одкровення Йоанна Богослова (глави 8), Антоніуса, Каріну, Йонсена, дівчину, коваля із дружиною забирає Смерть. Усіх їх, що йдуть геть від світанку, бачить Актор.

## Вплив
Сьома печатка поставила Бергмана серед найвидатніших режисерів світу. Після того як стрічка отримала Спеціальний приз журі на Каннському кінофестивалі 1957 року, Бергман та його актори Макс фон Сюдов і Бібі Андерссон стали добре відомими серед європейської кіногромади, а також критиків і читачів Cahiers du Cinéma. Протягом наступних п'яти років він утвердився, як перший режисер авторського кіно у Шведському кінематографі. Його картина, з яскравими образами та роздумами про смерть і сенс життя «відразу ставала зрозумілою для літературно обізнаних людей, які тільки починали відкривати для себе мистецтво кінокартин, і швидко стала матеріалом для літературних занять у середній школі та курсів в університетах… На відміну від Голлівудських фільмів — „Сьома печатка“ була близькою до елітної художньої культури й, відповідно, гідно оцінювалась інтелектуальною публікою.»

## Творці фільму
| Знімальна група - Автор сценарію — Інгмар Бергман - Режисер — Інгмар Бергман - Продюсер — Алан Екелунд - Оператор — Гунар Фішер - Композитор — Ерік Нурдгрен - Художник — П.-А. Лундгрен - Монтаж — Ленарт Вален - Костюми — Мані Ліндгольм - Грим — Нільс Нітель | У ролях - Макс фон Сюдов — Антоніус Блок - Гунар Бьорнстранд — Йонс - Нільс Попе — Юф - Бібі Андерсон — Міа - Бенгт Екерут — Смерть, оповідач - Оке Фрідель — Плуг, коваль - Інга Йіль — Ліса, дружина коваля - Ерік Страндмарк — Йонас Скат - Бертіль Андерберг — Равал - Гуннель Ліндблум — німа дівчина - Мод Гансон — відьма - Інга Ландгре — Карін, дружина Блоку - Гунар Ульсон — богомаз - Андерс Ек — чернець |

## Технічні дані
- Виробництво: Svensk Filmindustri.
- Художній фільм, чорно-білого кольору зображення.
- Перший показ відбувся у кінотеатрі: 16.02.1956 р. (к/т «Реда Кварн»).

## Художні особливості
- Назву взято з Одкровення Йоанна Богослова.
- Стрічка входить до 250 найкращих фільмів за версією IMDb.
- Останні дві хвилини фільму являють собою повну імпровізацію. Актори вже відіграли всю фінальну сцену, коли Інгмар Бергман помітив на небі хмару незвичайної форми, що надихнула його до творчості. Він велів творчій трупі знову надіти костюми й зняв новий варіант завершальної сцени з одного дубля.

## Нагороди
- 1957 р. — Приз (Jury Special Prize) Каннського кінофестивалю. Номінант на «Золоту пальмову гілку» Каннського кінофестивалю.
- 1961 р. — Приз «Срібна стрічка» Національного Синдикату Італійських кіножурналістів (Sindacato Nazionale Giornalisti Cinematografici Italiani) найкращому режисерові.
- 1962 р. — Призи Circulo de Escritores Cinematográficos (Іспанія): найкращому зарубіжному режисерові й за найкращий зарубіжний фільм. Приз Fotogramas de Plata (Іспанія) найкращому зарубіжному виконавцю (Макс фон Сюдов). Призи Sant Jordi (Іспанія): найкращому зарубіжному режисерові й за найкращий фільм того року.